# Mitophis
Mitophis es un género de serpientes de la familia Leptotyphlopidae. Las especies de este género son endémicas de la isla de La Española.

## Especies
Se reconocen las siguientes cuatro especies:
- Mitophis asbolepis (Thomas, McDiarmid & Thompson, 1985)
- Mitophis calypso (Thomas, McDiarmid & Thompson, 1985)
- Mitophis leptipileptus (Thomas, McDiarmid & Thompson, 1985)
- Mitophis pyrites (Thomas, 1965)